# Henry Hobson Richardson
Henry Hobson Richardson (29 de septiembre de 1838 - 27 de abril de 1886) fue un importante arquitecto estadounidense del siglo XIX cuyo trabajo tuvo un significativo impacto en Boston, Pittsburgh, Albany y Chicago, entre otras ciudades.
Su arquitectura dio origen al nombre de un estilo, el románico richardsoniano, que estuvo en boga a finales del siglo XIX. Entre sus obras más destacadas figuran la Iglesia de la Trinidad de Boston y la Biblioteca Pública Thomas Crane de Quincy.

## Biografía
Richardson nació en Priestly Plantation en la parroquia de St. James (Luisiana) y pasó parte de su infancia en Nueva Orleans. Su familia residía en una casa de ladrillo rojo en Julia Row, diseñada por el arquitecto Alexander T. Wood. Era biznieto del inventor y filósofo Joseph Priestley.
Richardson estudió en el Harvard College. Al principio se interesó por la ingeniería civil, pero acabó por cursar los estudios de arquitectura, que le condujeron a la afamada Escuela de Bellas Artes (École nationale supérieure des beaux-arts). No pudo terminar sus estudios en este lugar, debido a las dificultades financieras de su familia durante la guerra civil estadounidense. No obstante, fue el segundo ciudadano estadounidense que estudió allí, tras Richard Morris Hunt. Esta escuela tendría cada vez más influencia en la formación de los norteamericanos en las siguientes décadas.
Richardson regresó a los Estados Unidos en 1865. El estilo favorito de Richardson no era el clásico de la École, sino uno más inspirado por la arquitectura medieval, influenciada por William Morris, John Ruskin y otros. Richardson desarrolló un lenguaje único, adaptando la arquitectura románica del sur de Francia.
En 1869 diseñó el Asilo Estatal de Buffalo para Enfermos Mentales, renombrado como H. H. Richardson Complex, el mayor encargo de su carrera y la primera aparición de su estilo románico. Este centro fue declarado Hito Histórico Nacional en 1986, y actualmente se encuentra en proceso de restauración
Su obra más conocida, la Trinity Church de 1872 en Boston consolidó la reputación de Richardson y le proporcionó grandes proyectos durante el resto de su vida. La realizó en colaboración con la firma de construcción e ingeniería Norcross Brothers, con quienes trabajaría en otros 30 proyectos.
La prueba de la influencia e importancia de Richardson en la arquitectura de los Estados Unidos es que, de la lista elaborada por arquitectos de los diez mejores edificios en 1885, cinco eran suyos: la Trinity Church, Boston, el Ayuntamiento de Albany, el Sever Hall de la Universidad de Harvard, el Capitolio de Nueva York, en Albany (en colaboración), y el Oakes Ames Memorial Hall en North Easton, Massachusetts.
Richardson murió en 1886 a la edad de 47 años, debido a la enfermedad de Bright, un trastorno renal. Fue enterrado en el cementerio de Walnut Hills en Brookline, Massachusetts.
Pese a no ser un diseño de Richardson, su casa de Brookline, en las afueras de Boston, debería mencionarse en cualquier discusión sobre sus edificios. En los últimos años de su vida, y debido a sus problemas de salud, Richardson pasó gran parte de sus últimos años en esta casa, en la que instaló su estudio. El edificio se encontraba en malas condiciones y en 2007 fue declarado sitio histórico en peligro. Sin embargo, la casa fue adquirida en 2008 por dos millones de dólares, con el compromiso de ser restaurada con criterios históricos. La casa se encuentra sobre una colina, desde la que se dice que Richardson observó la construcción de la Trinity Church desde la ventana del segundo piso.

Obras de Henry Richardson
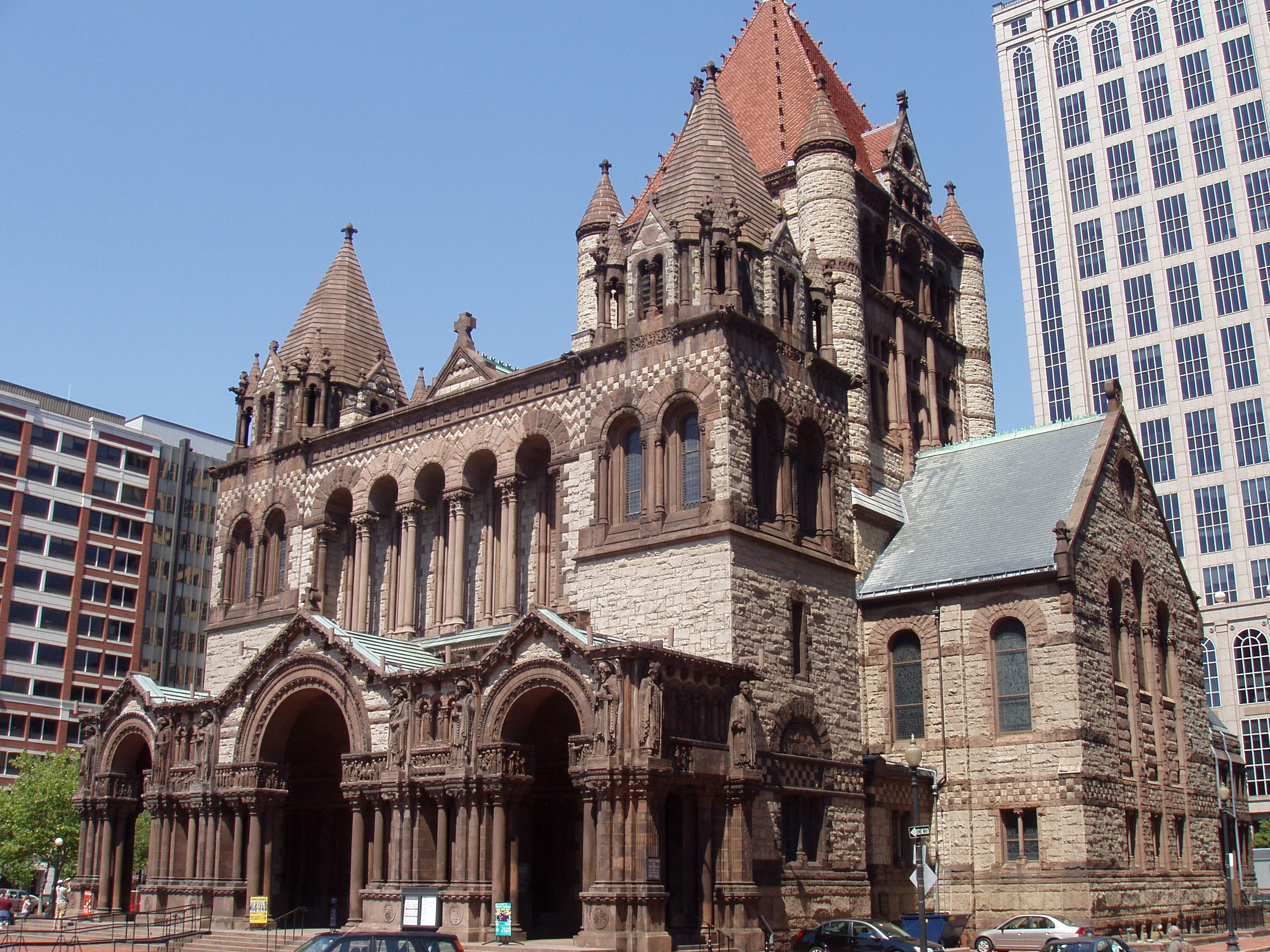
La Iglesia de la Trinidad, Boston (1872) es uno de las primeras obras y el trabajo más conocido de Richardson.
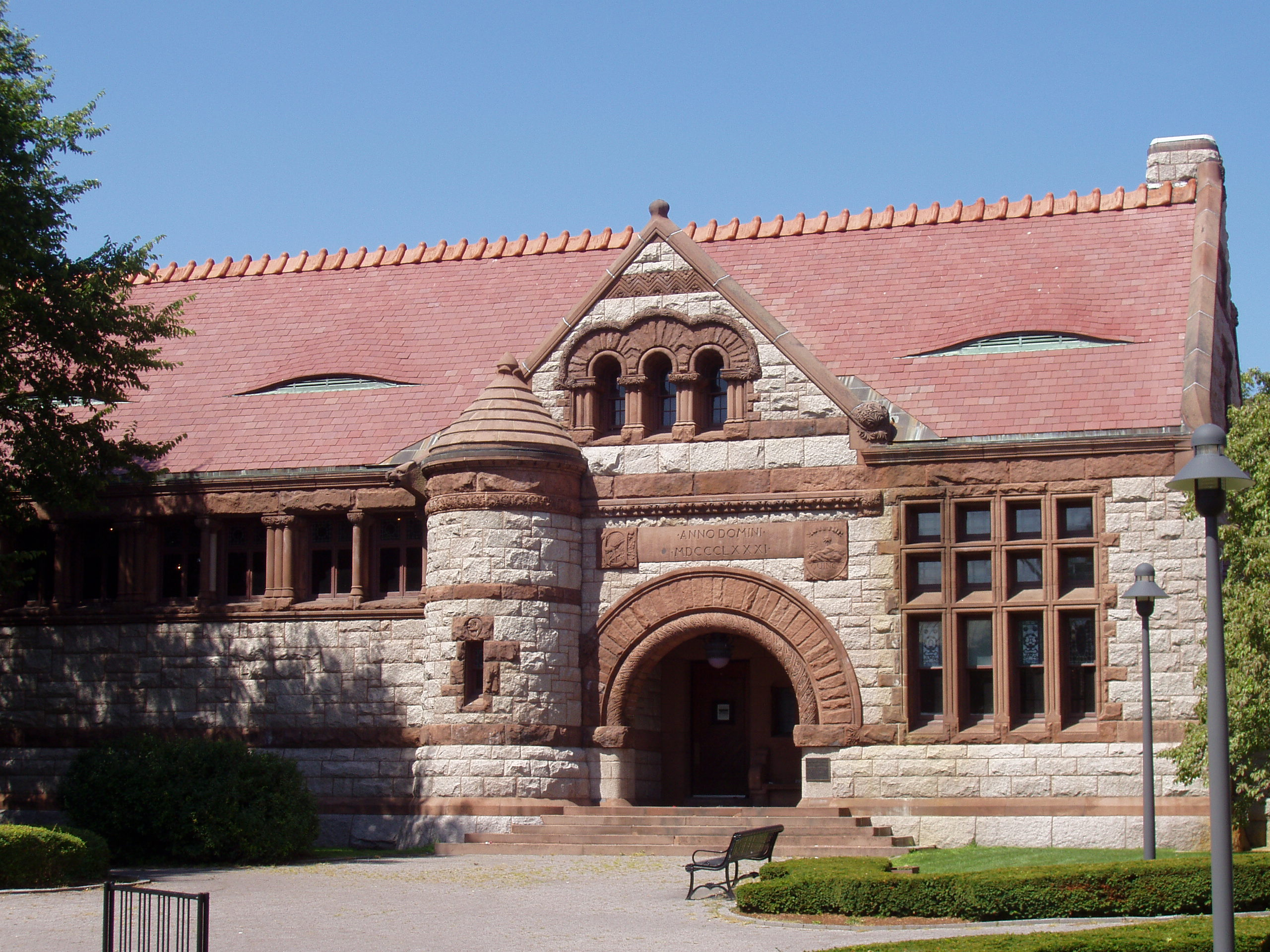
La Biblioteca Pública Thomas Crane, en Quincy.
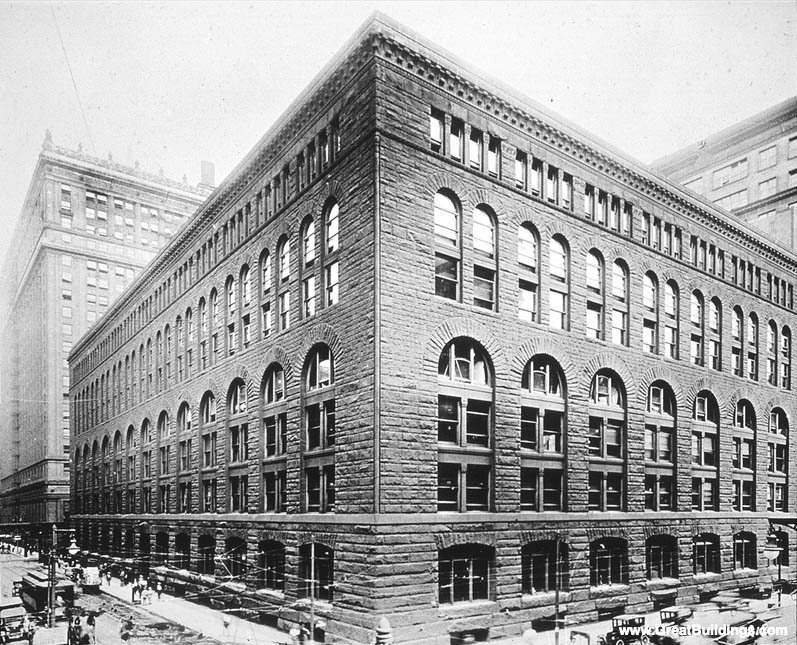
Aunque construido de forma tradicional en piedra con estructura de acero, el Marshall Field Wholesale Store fue muy influyente en el desarrollo de la aproximación moderna a las fachadas de los edificios.
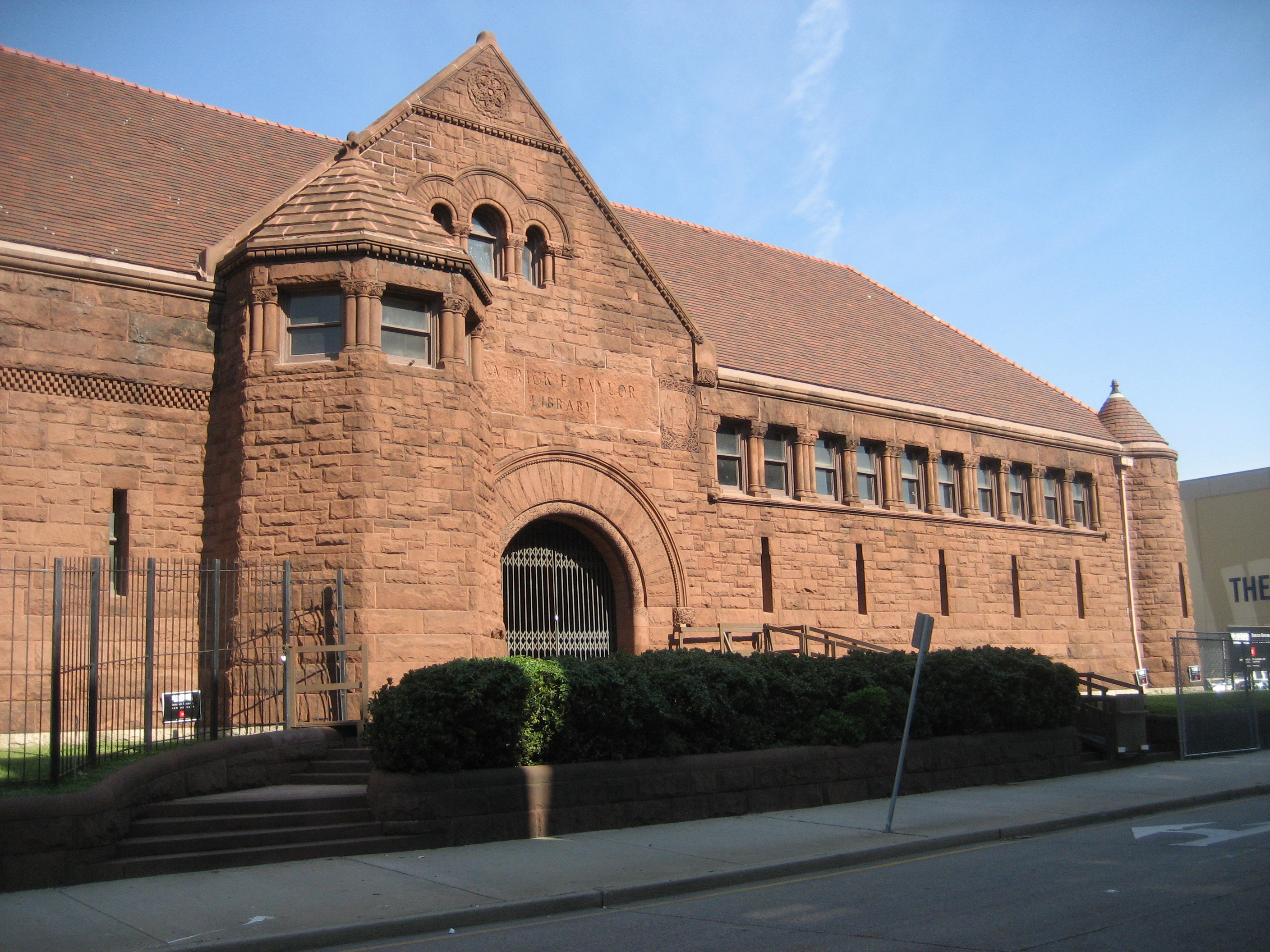
Biblioteca Howard aka Taylor Library, Nueva Orleans (1886-1889).